# Oratorio di San Biagio
L'oratorio di San Biagio è un edificio religioso che si trova nel centro di Laterina.
L'oratorio conserva affreschi tardo-rinascimentali alquanto ridipinti, raffiguranti una Madonna col bambino tra i santi Biagio e Bartolomeo, sull'altare maggiore, e una Madonna assunta tra i santi Giovanni Battista e Biagio, nella cappella laterale con lo stemma Busatti.